# Joachim Wiemeyer
Joachim Wiemeyer (* 1954 in Bad Rothenfelde) ist ein deutscher katholischer Theologe.

## Leben
Das Studium der Volkswirtschaftslehre, Politikwissenschaft und katholischen Theologie in Münster schloss er als 1979 Diplom-Volkswirt, mit der Promotion 1983 in Volkswirtschaftslehre (Dr. rer. pol.), Lizentiat 1988 in katholischer Theologie (lic. theol.) und die Habilitation 1997 im Fach Christliche Sozialwissenschaften (katholische Theologie) ab. Von 1979 bis 1987 war er wissenschaftlicher Mitarbeiter am Institut für Genossenschaftswesen in Münster (Erik Boettcher/Holger Bonus). Von 1987 bis 1989 war er wissenschaftlicher Mitarbeiter am Institut für Christliche Sozialwissenschaften (Franz Anton Fridolin Furger). Von 1989 bis 1993 war er wissenschaftlicher Mitarbeiter der Sachverständigengruppe Weltwirtschaft und Sozialethik im Rahmen der Kommission X (Weltkirche) der Deutschen Bischofskonferenz (1/2 Stelle) und Fachhochschuldozent für Sozialpolitik / Politikwissenschaft an der Katholischen Fachhochschule Norddeutschland in Osnabrück & Vechta (1/2 Stelle). Seit 1998 lehrt er als Professor für Christliche Gesellschaftslehre in Bochum. Von 2000 bis 2006 war er Sprecher der Arbeitsgemeinschaft der Professoren für Christliche Sozialethik in Deutschland.
Seine Arbeitsschwerpunkte sind politische Ethik / Kirche und demokratische Öffentlichkeit, Grundfragen der Wirtschaftsethik, ökonomische und sozialethische Aspekte von Kirche und kirchlichen Wohlfahrtsverbänden, Arbeitslosigkeit / Zukunft der Arbeit, Umgestaltung des Sozialstaates, sozialethische Fragen der Europäischen Integration und Weltwirtschaftsordnung / Globalisierung.

## Werke (Auswahl)
- Krankenhausfinanzierung und Krankenhausplanung in der Bundesrepublik Deutschland (= Sozialpolitische Schriften. Heft 50). Duncker und Humblot, Berlin 1984, ISBN 3-428-05581-0 (zugleich Dissertation, Münster 1983).
- Produktivgenossenschaften – eine Alternative? (= Kirche und Gesellschaft. Nummer 124). Bachem, Köln 1985, ISBN 3-7616-0829-2.
- Perspektiven der Erwerbsarbeit (= Kirche und Gesellschaft. Nummer 141). Bachem, Köln 1987, ISBN 3-7616-0901-9.
- mit Franz Furger: Wirtschaft. Global und ökologisch. Überlegungen zu Ressourcenschonung und Umwelterhaltung. Eine Studie der Sachverständigengruppe „Weltwirtschaft und Sozialethik“. Zentralstelle Weltkirche der Dt. Bischofskonferenz, Bonn 1994, ISBN 3-928214-52-7.
- Europäische Union und weltwirtschaftliche Gerechtigkeit. Die Perspektive der christlichen Sozialethik (= Schriften des Instituts für Christliche Sozialwissenschaften der Westfälischen Wilhelms-Universität Münster. Band 39). Lit, Münster 1999, ISBN 3-8258-3574-X (zugleich Habilitationsschrift, Münster 1997).
- Sozialethische Bewertung des Niedriglohnsektors  (= Konrad-Adenauer-Stiftung. Arbeitspapier. Nummer 148). Konrad-Adenauer-Stiftung, Sankt Augustin 2005, ISBN 3-937731-63-6.
- Bedingungsloses Grundeinkommen als Kern eines neuen Sozialstaates? (= Kirche und Gesellschaft. Nummer 381). Bachem, Köln 2011, ISBN 978-3-7616-2504-0.
- Unternehmensethik aus christlich-sozialethischer Sicht (= Kirche und Gesellschaft. Nummer 403). Bachem, Köln 2013, ISBN 978-3-7616-2688-7.
- Keine Freiheit ohne Gerechtigkeit. Christliche Sozialethik angesichts globaler Herausforderungen. Herder, Freiburg im Breisgau/Basel/Wien 2015, ISBN 3-451-33713-4.